# 니시키도 료
니시키도 료(일본어: 錦戸亮, 1984년 11월 3일 ~ )는 일본의 배우이자, 가수이다. 자니즈 사무소에 소속 된, 칸쟈니∞, NEWS의 전 멤버이다.
2019년 9월 말일을 기점으로 소속되어 있던 자니스 사무소를 퇴소하고 현재 솔로 가수로 활동 중이다.

## 약력
구마모토현 출신의 아버지와 가고시마현 출신의 어머니 사이에 효고현 아마가사키시에서 태어나, 오사카부 가도마시에서 자랐다.
1997년 9월 6일, 자니즈 사무소 오디션을 받고 훈련생으로 사무소에 들어간다. 그 오디션에 합격해 자니즈 주니어의 일원이 되었다. 그 때의 동기로는 야스다 쇼타, 오쿠라 타다요시, 마루야마 류헤이가 있다.
2002년 12월, 간사이 텔레비전 정규 프로그램 내에서 간사이 자니즈 주니어 주력 멤버에 의한 칸쟈니8 (이후에는 칸쟈니∞)를 결성.
2003년 9월, '배구 월드컵2003'에 맞춰 이미지 캐릭터로 결성된 NEWS의 멤버로 우치 히로키와 함께 뽑힌다. 같은 해 11월에는 '배구 월드컵2003'의 이미지 송 〈NEWS닛폰〉(M. Co., 세븐일레븐 독점 발매)을 발매. 그 후에도 칸쟈니∞으로의 활동을 병행한다.
2004년 5월, NEWS 싱글 〈희망~Yell~〉로 메이저 데뷔. 같은 해 8월에 칸쟈니∞ 싱글 〈나니와이로하부시〉 간사이 지구 한정으로 발매. 9월에는 전국에 발매하고 메이저 데뷔를 한다. 기간 한정을 제외하는 CD데뷔 유닛에 복수 소속하는 것은 자니즈 사무소로서는 첫 시도였다.
2006년 1월, 요코하마 아레나와 오사카 성 홀에서 첫 솔로 콘서트 '니시키도 료 LIVE'를 개최했다.
2010년, 영화 《촌마게 푸딩》으로 첫 주연을 맡았다.
2011년 10월 7일, NEWS와 칸쟈니∞ 활동을 겸임하면서 스케줄 조정이 어려워져, NEWS에서의 탈퇴를 결정하였다.

### 인물·특징
- 4남매. 형이 2명, 여동생이 1명 있다.
- 이미지 컬러는 노랑이다.
- 기본적으로 오른손잡이이지만, 예전에 오른 팔·오른 손을 세번 골절한 적이 있어, 왼쪽 손으로도 쓸 수 있게 되었다.
- 독서를 즐기고 호기심도 왕성하여, 여러 분야의 잡다한 지식을 많이 알고 있다. 작사 및 작곡도 할 수 있다.
- 쟈니즈 탤런트가 아침 연속 TV 소설에 주요 인물로 출연하는 것은 1989년 SMAP의 이나가키 고로의 《청춘가족》 이래 14년 만이다.
- 드라마 《라스트 프렌즈》에서는 Domestic Violence (DV남) 역을 맡아, 잡지 '닛케이 엔터테인먼트'(2008년 8월호 게재)가 조사한 '상반기 히트 총 모음'의 "이미지 추락한 배우 랭킹"에 단연 1위로 뽑혔지만, 배우로서의 실력은 높게 평가되었다. 이에, 더 텔레비전이 실시한 '드라마 아카데미상'(2008년 봄)에서, 독자 표·심사원 표·TV기자 표 등의 모든 부문에서 투표수 1위를 획득하고, 동(同)지에서는 연기 생활 처음으로 최우수 조연 남우상을 수상. 지금까지의 호청년 역으로 생겨난 이미지를 바꿔, 배우로서의 활동 영역을 널리 퍼뜨렸다.
- 칸쟈니∞ 멤버들에게는 '대기실에서 제일 잘 떠든다.', '중학생같다.'는 말을 들을 정도로 활발한 반면, 영화 《촌마케 푸딩》에 함께 출연한 토모사카 리에와 제대로 말한 것이 촬영 종료 후라고 할 정도로 낯가림도 심한 편이기도 하다.[1] 튀김이나 야키소바를 통틀어 '갈색인 것'이라고 말하는 등, 어리바리한 면과 메조히스트 기질이 있다.[2]
- 평소에는 간사이 사투리로 말하기 때문에 드라마에서 표준어로 연기할 때는 대사의 억양을 스탭에게 몇번이나 확인하고나서 촬영에 임하고 있다. 무심코 간사이 사투리가 나올 것 같아서 애드리브 연기는 잘 못하고, 기본적으로 각본에 쓰인 대사를 충실하게 연기하고 있다.
- 사이토 가즈요시의 열렬한 팬이다.
- 마요네즈를 좋아하고 밥도 많이 먹는 편이나 살이 잘 찌지 않는 체질이다.
- 도쿄의 자택에는 악기방을 따로 마련해 놓았으며, 색소폰, 드럼, 키보드, 베이스, 기타 등을 구비해 놓았다. 본인은 "기타는 가끔씩, 색소폰은 소리만 낼 줄 안다."고 하였으나[1] 이 후, 라이브에서 담당 포지션인 기타뿐만 아니라 하모니카, 키보드, 색소폰 등의 다른 악기 연주도 선보였다.
- 날음식을 잘 먹지 못한다. 특히 처녑.[3]

## 애칭
- 《유성의 인연》에 함께 출연했던 아라시의 니노미야 카즈나리에게서 '니시키'라는 애칭으로 불리며, 《라스트 프렌즈》에 함께 출연했던 에이타에게서는 '니시양'으로 불린다.
- 칸쟈니∞ 멤버들은 '료', '료짱' 등으로 부르지만, 요코야마 유에게는 주로 '돗쿤', '니시키도'로 불린다. 그리고 오쿠라 다다요시는 자니즈 웹상에서만 '니시양' 또는 '니시키'로 부르고 있다.

## 출연작

### 드라마
| 순서 | 제목                                                       | 역할                      | 방송일                            | 방송국    |
| ---- | ---------------------------------------------------------- | ------------------------- | --------------------------------- | --------- |
| 1    | 가난뱅이 동심어용첩                                        | 이노                      | 1998년 7월 9일 - 9월 10일         | TV 아사히 |
| 2    | 열혈연애도 'case.13 처녀자리 B형 BOY'                      | 타다오                    | 1999년 4월 4일                    | NTV       |
| 3    | 7인의 사무라이 J가의 반란                                  | 조노우치 료               | 1999년 4월 9일 - 2000년 9월 30일  | TV 아사히 |
| 4    | Peace Wave~우쿨렐레와 소년~                                | 쿠다 준                   | 2000년 12월 1일                   | BS-i      |
| 5    | 사상 최악의 데이트 '형사의 아들 vs 야쿠자의 딸'            | 켄고                      | 2001년 1월 28일                   | NTV       |
| 6    | 제니겟츄!!                                                 | 마츠가미 타카노스케       | 2001년 5월 20일 - 6월 24일        | NTV       |
| 7    | 밤 드라마 시리즈 'Karuta Queen'                            | 쿠라타 유야               | 2003년 1월 6일 - 1월 30일         | NHK 종합  |
| 8    | 아침 연속 TV 소설 '테루테루 가족'                          | 쿠와바라 카즈토           | 2003년 9월 29일 - 2004년 3월 27일 | TBS       |
| 9    | 힘 좀 냅시다요                                             | 세키노 히로유키           | 2005년 7월 5일 - 9월 13일         | 칸사이 TV |
| 10   | 1리터의 눈물                                               | 아소 하루토               | 2005년 10월 11일 - 12월 20일      | 후지 TV   |
| 11   | 어텐션 플리즈                                              | 나카하라 쇼타             | 2006년 4월 18일                   | 후지 TV   |
| 12   | 어텐션 플리즈 스페셜 하와이·호놀룰루 편                    | 나카하라 쇼타             | 2007년 1월 13일                   | 후지 TV   |
| 13   | 1리터의 눈물·특별편 ~추억~                                 | 아소 하루토               | 2007년 4월 5일                    | 후지 TV   |
| 14   | 한순간 바람이 되어라                                       | 카미야 켄이치 (우정 출연) | 2008년 2월 25일·26일·27일·28일    | 후지 TV   |
| 15   | 라스트 프렌즈                                              | 오이카와 소스케           | 2008년 4월 10일 - 6월 19일        | 후지 TV   |
| 16   | 라스트 프렌즈 특별편                                       | 오이카와 소스케           | 2008년 5월 26일                   | 후지 TV   |
| 17   | 유성의 인연                                                | 아리아케 타이스케         | 2008년 10월 17일 - 12월 19일      | TBS       |
| 18   | 오르트로스의 개                                            | 아오이 료스케             | 2009년 7월 24일 - 9월 25일        | TBS       |
| 19   | 24시간 TV 스페셜 드라마 '형을 잊지마'                      | 카와이 케이스케           | 2009년 8월 29일                   | NTV       |
| 20   | JOKER 용서받지 못할 수사관                                 | 쿠도 켄지                 | 2010년 7월 13일 - 9월 14일        | 후지 TV   |
| 21   | 바텐더~Final Glass~                                        | 혼고 유지 (특별 출연)     | 2011년 4월 1일                    | TV 아사히 |
| 22   | 개를 기른다는 것~스카이와 우리집의 180일~                  | 혼고 유지                 | 2011년 4월 15일 - 6월 10일        | TV 아사히 |
| 23   | 전개걸                                                     | 야마다 소타               | 2011년 7월 11일 - 9월 19일        | 후지 TV   |
| 24   | 24시간 TV 스페셜 드라마 살아있는 것만으로 어떻게든 될 거야 | 하루구치 유이치           | 2011년 8월 20일                   | NTV       |
| 25   | 파파돌!                                                    | 니시키도 료(본인, 본명)   | 2012년 4월 19일 - 6월 28일        | TBS       |
| 26   | 만물점집 음양사에 어서 오세요                              | 아베 쇼메이               | 2013년 10월 8일 - 12월 17일       | 후지 TV   |
| 27   | 미안해 청춘!                                               | 하라 헤이스케             | 2014년 10월 12일 - 12월 21일      | TBS       |
| 28   | 사무라이 선생님                                            | 타케치 한페이타           | 2015년 10월 23일 - 12월 12일      | TV 아사히 |
| 29   | 토토 텔레비전                                              | 사카모토 큐               | 2016년 4월 30일 - 6월 18일        | NHK       |
| 30   | 우리 남편은 일을 못해                                      | 코바야시 츠카사           | 2017년 7월 8일 -                  | NTV       |
| 31   | 대하드라마 세고돈                                          | 사이고 주도               | 2018년 -                          | NHK       |

### 영화
| 순서 | 제목           | 제목 (원제)      | 역할              | 개봉일          |
| ---- | -------------- | ---------------- | ----------------- | --------------- |
| 1    | 촌마게 푸딩    | ちょんまげぷりん | 키지마 야스베     | 2010년 7월 31일 |
| 2    | 에이트 레인저  | エイトレンジャー | 니시키노 테츠로   | 2012년 7월 28일 |
| 3    | 현청손님접대과 | 県庁おもてなし課 | 카케미즈 후미타카 | 2013년 5월 11일 |
| 4    | 안고 싶어      | 抱きしめたい     | 코야나기 마사미   | 2014년 2월 1일  |

## 광고
- 오로나민C <칸쟈니에 들어갈 수 없어? 편> (2006년 7월 8일 - 2006년 9월 30일)
- Ultra Music Power <선배들 편> (2007년 11월 12일 - 18일)
- SUNTORY 세븐업 클리어드라이 <에어 기타 편> <SHADOW 편> (2010년 8월 3일 - )
- Schick Japan <쉬크 하이드로 시리즈 쉬크 하이드로 5> (2012년 12월 6일 - )
- 데니즈 <연어 햄버거 스테이크 페어 현청손님접대과 콜라보> (2013년 3월 12일 - )
- 모리나가 제과 ICE BOX <뜨거워진 후에 편> (2013년 4월 29일 - )
- 오사카 메트로폴리스 OMP 타워 (2013년 7월 26일 - (간사이 지역 한정))
- 모리나가 하이츄 프리미엄 <전혀 달라 편> <아직 전혀 달라 편> (2016년 3월 21일 - )
- KIRIN 노도고시 올라이트 <고마워 편> <니시키도 당첨되다 편> (2016년 9월 20일 - )

## 싱글
- Secret Agent 〈Secret Agent Man〉

(2000년 2월 23일)
(비디오 '미소3', 'PLAYZONE 2000 "THEME PARK"', DVD 'KAT-TUN·칸쟈니∞ DREAM BOYS'에 수록)

### 솔로곡
- 이 별에서 태어나(この星で生まれて 고노호시데우마레테[*])

(비디오 '미소2'에 수록)
- 만남은 우연, 이별은 필연(出会いは偶然、別れは必然 데아이와구젠, 와카레와히츠엔[*])

(연극 'X'mas party 2003'에서 공연 : 미수록)
- OPEN YOUR EYES

(《혼쟈니!》 2004년 11월 2일 방송, 연극 'SUMMER STORM' : 미수록)
- 사랑 외엔 아무것도 아니야(愛以外のなんでもない 아이이가이난테모나이[*])

(DVD 'Spirits!!' 수록)
- 굳은 마음으로 가자(強き心で行け 츠요키코코로데이케[*])

(《소년구락부》 2006년 1월 8일 방송 : 미수록)
- 맹점(盲点 모텐[*])

(작사, 작곡. ※곡은 FIVE와 공동 작업/솔로 라이브 '니시키도 료 LIVE' : 미수록)
- 레이스(レース)

(작사, 작곡. DVD 'Heat up!'에 수록)
- potential

(작사, 작곡. 'KAN FU FIGHTING 전국 투어'에서 공연 : 미수록)
- stereo

(작사, 작곡. 앨범 《KJ2 엉뚱한 대탈주》, DVD '47(forty seven)' 수록)
- code

(작사. 앨범 《pacific》·DVD 'Never Ending Wonderful Story', 'NEWS CONCERT TOUR pacific 2007 2008 -THE FIRST TOKYO DOME CONCERT', 'NEWS LIVE DIAMOND'에 수록)
- ordinary

(작사, 작곡, 편곡. 앨범 《color》에 수록)
NEWS WINTER PARTY DIAMOND 공연곡·DVD 수록곡
- Half Down

(작사, 작곡. 앨범 《PUZZLE》에 수록)
- monologue

(작사, 작곡, 편곡. 〈Wonderful World!!〉 초회한정반B 특전, 앨범 《8UPPERS》 통상반 수록)
- 스케어크로우(スケアクロウ)

(작사, 작곡. 앨범 《FIGHT》, DVD 'KANJANI∞ 5대 돔 TOUR EIGHT×EIGHTER 재미없다면 죄송합니다'에 수록)

## 수상력
- 2004년 제7회 닛칸스포츠 드라마그랑프리 신인상 『てるてる家族』
- 2008년 제57회 더 텔레비전 드라마 아카데미상 『ラスト・フレンズ』
- 2009년 제12회 닛칸스포츠 드라마그랑프리 조연남우상 『ラスト・フレンズ』

## 같이 보기
- 자니즈
- 테이치쿠 엔터테인먼트
- 임페리얼 레코드
- 칸쟈니∞